# Religion grecque antique (notions)
La religion grecque de l'Antiquité nous est principalement connue à partir de trois types de sources, d'ordre littéraire, épigraphique et archéologique. Elle repose sur un ensemble de rites et de pratiques de l'Antiquité grecque. Elle ne doit pas être confondue avec la mythologie grecque. Celle-ci décrit les mythes propres au monde grec antique, qui ne sont pas forcément liés au sentiment religieux mais peuvent être d'essence littéraire, tandis que celle-là s'intéresse aux rites et aux pratiques de l'Antiquité grecque. Il faut poser comme point de départ le constat suivant : la religion n'est pas l'affaire d'une croyance privée ; elle est avant tout publique et concerne la communauté, d'où ses implications importantes avec la vie politique. En fait, elle ne se cantonne pas à certaines sphères de la vie quotidienne mais peut concerner tous ses aspects. En sorte, les Grecs de l'Antiquité n'établissaient pas vraiment de différence entre le domaine religieux et le profane : chaque moment de la vie peut être rythmé par un rite plus ou moins formel, une prière, une pratique religieuse. C'est aussi pour cette raison que l'art de la gréce antique est de nature religieuse.

## Foi, piété et impiété
Autant les mythes grecs sont célèbres, autant sa religion semble bien moins connue. L'une des raisons de ce paradoxe tient à ce qu'un problème majeur n'est toujours pas élucidé : il n'est pas aisé, en l'absence de témoignages directs — la majorité des sources étant littéraires — de se prononcer sur la nature réelle de la foi et du sentiment religieux du peuple grec. En un sens, il est impossible d'affirmer simplement que les Grecs croyaient en leurs mythes et accordaient un crédit réel à leurs pratiques. Deux faits sont cependant assurés par les textes : 
- leur contenu était accepté par les Grecs de l'époque ;
- la piété (et non la foi) était réelle.

La religion grecque ne semble donc pas avoir demandé une adhésion profonde en un dogme, qui n'existe d'ailleurs pas, mais le simple respect des rites.
Les termes grecs à retenir sont les suivants : εὐ̓σέϐεια eusébeia piété et ἀσέϐεια asébeia impiété. Sans dogme, la notion de piété est difficile à percevoir. Celle d'impiété, en revanche, l'est moins. On la comprend comme une absence de respect à l'égard des rites d'une cité, considérée comme un crime passible d'une condamnation devant les tribunaux. Ainsi, à supposer que les sectateurs d'une nouvelle religion ou d'un dieu nouveau pour la cité désirent pratiquer leur culte, ceux-ci doivent en demander l'autorisation, qui sera soumise au vote. À l'issue de ce vote, l'intégration, ou non, du dieu ou du culte se fera. C'est pour cette raison que l'« impiété » de Socrate (circa 469-399 avant notre ère) l'a conduit à la peine capitale, prononcée par la cité d'Athènes. Celui-ci, en effet, avait été jugé impie pour avoir introduit dans sa cité un culte sans respecter les rites religieux et civiques d'intégration. On le voit, l'impiété grecque n'a que peu à voir avec l'absence de croyance ou de foi. De même, l'on jugeait impies les excès de « piété », comme la superstition. 
L'on peut donc définir la piété grecque comme l'inverse de l'impiété : c'est le respect d'un juste milieu, la connaissance de limites à ne pas franchir avec les lois divines ; il s'agit avant tout de respecter les traditions des ancêtres et d'accorder aux dieux leur dû (offrandes, prières), quitte à accomplir les rites sans en connaître la signification profonde. La piété est avant tout civique (il faut aussi indiquer que la charge de prêtre, sauf dans de rares cas, est civile et qu'il n'existe pas de clergé) : chaque cité est protégée par une divinité tutélaire. Lui manquer de respect, c'est risquer qu'elle cesse d'assurer cette protection, danger qui concernerait tous les citoyens. L'on peut expliquer ainsi la gravité de la peine infligée à Socrate : en introduisant illégalement de nouveaux cultes, il risquait de vexer les dieux de la cité et d'affaiblir leur protection.

## Le sacré
Le sacré en tant que tel n'existe pas dans la religion grecque. Trois notions proches, cependant, sont à connaître, qu'il convient de ne pas confondre.

### ἱερός /hierós
Ce terme renvoie aux choses qui permettent la mise en œuvre des conditions nécessaires à la réalisation du rite. Il s'agit des formes casuelles ou circonstantielles, et non pas essentielles, du sacré. Ainsi, un lieu peut devenir sacré le temps d'une cérémonie (le lieu d'un sacrifice), de même un objet de la vie quotidienne (le couteau pour égorger la victime sacrificielle) ou encore un homme (l'officiant). En effet, le prêtre (ou ἱερεύς / hiereús) n'est pas un homme en dehors de la société civile : le clergé n'apparaît pas à proprement parler comme une caste sociale mais mieux comme une fonction administrative de la société grecque. Souvent, le prêtre n'est effectivement qu'un fonctionnaire tiré au sort ou élu pour un an, la prêtrise apparaissant comme une charge d'État, essentiellement éphémère (celle du prêtre d'Éleusis étant la plus célèbre). Pendant son mandat, le prêtre n'est investi de ses fonctions que lors des actes liturgiques, et non pas en dehors de ces moments. Il n'existe d'ailleurs pas de clergé grec hiérarchisé et organisé comme institution autonome, la prêtrise apparaissant comme une fonction essentiellement publique, voire politique. 
Cet aspect essentiellement occasionnel du ἱερός / hierós aide alors à la compréhension du substantif pluriel τὰ ἱερά / ta hierá qui peut renvoyer aussi bien selon le contexte aux « actes du culte », aux « lieux du culte » ou encore aux « objets du culte », ou globalement « aux choses consacrées au culte ».

### ἅγιος /hágios
Ce terme pourrait être traduit par l'adjectif saint. Il caractérise ce qui est définitivement éloigné de la vie quotidienne et du monde commun par sa pureté. Il s'oppose en cela au ἱερός hierós. Il est notable que c'est le terme qu'on utilise en grec moderne pour désigner les saints chrétiens. Un lieu peut être définitivement ἅγιος hágios, c'est alors le τέμενος témenos, terme dérivé du verbe τέμνω, témnô, « couper », et signifiant littéralement « retranché ». Le téménos est en effet une zone, un lieu, un endroit de taille variable que l'on a séparé du domaine humain, revenant ainsi définitivement aux dieux. Souvent, un lieu devient téménos après une théophanie, apparition ou manifestation divine, pouvant être réalisée par un phénomène naturel comme la foudre, un prodige quelconque, ou tout événement ou phénomène simple auquel on attribue des traits vertueux par pure interprétation. L'espace du téménos, parce qu'il ne doit pas être souillé, est rigoureusement délimité, souvent grossièrement par des pierres ou la pose de bornes. On ne peut y entrer que dans un état de pureté et dans le respect des interdits, variables d'un lieu à l'autre ; un sanctuaire apparaît dès lors systématiquement comme téménos. Originellement, le téménos (c'est là son premier sens chez Homère) désignait aussi une portion de terre réservée au héros ou au monarque de façon à lui assurer des revenus ; il s'agit, toutes proportions gardées, du fief médiéval.

### ὅσιος /hósios
Ce dernier terme connote l'idée de permission. Est ὅσιος / hósios ce qui est prescrit ou permis par la loi divine. Un être devenu impur à cause d'une souillure, donc exclu des rites et interdit d'entrée dans un téménos, redevient hósios après s'être lavé de cette souillure. Au pluriel et substantivé, l'expression τὰ ὅσια tà hósia (« les choses hósios ») désigne « les lois divines », par opposition à τὰ δίκαια tà díkaia, « les lois humaines ».

## Le pur et l'impur
La pureté, dans la religion grecque, n'est pas morale mais matérielle. Son importance est capitale car l'on ne peut participer aux rites et pénétrer dans un téménos, sanctuaire ou non, qu'en état de pureté. Pur se dit καθαρός katharós, qui signifie tout aussi bien propre ; l'on comprend pourquoi, dans certains rites, le lavage de mains est prescrit. Les notions de pureté et d'impureté dépendent entièrement du contexte : tel objet considéré pur peut être impur dans un autre contexte.
C'est le cas du sang ; celui-ci n'est intrinsèquement ni pur ni impur, tout dépendant du rite envisagé : le sang de la victime sacrifiée est pur, celui d'un mort tombé à terre impur. C'est pour cette dernière raison que tout meurtrier, qu'il soit mortel ou non, doit être « lavé » de sa souillure après le combat, même si celui-ci était loyal ou dans l'intérêt de la Cité. De la même manière, la mort d'un proche (même non sanglante) ou l'enfantement sont sources de souillure, qui empêchent d'assurer la charge de prêtre, de participer à certaines cérémonies et de pénétrer dans un téménos. 
L'on trouve des traces de ce rapport ambigu au sang dans la mythologie : 
- Oreste, après avoir vengé dans le sang le meurtre de son père Agamemnon (ce que l'on considérait être son devoir), doit expier sa souillure en étant pourchassé par les Érinyes. Ce n'est qu'après un acquittement par Athéna puis une quête imposée par Apollon (consistant à rapporter de Tauride en Athènes une statue d'Athéna) que celui-ci est lavé du sang de ses victimes et trouve le repos des Furies ;
- l'île de Délos, alors errante (comme de nombreuses îles mythologiques), fut la seule terre à accueillir Léto, mère d'Apollon et Artémis, pour qu'elle y accouche. Héra, en effet, encore une fois trompée par son époux, Zeus, père des jumeaux de Léto, avait interdit à toute terre d'accepter sa « rivale ». Devenue le berceau des deux dieux, l'on accorda à Délos l'immobilité et l'île devint sacrée. Pour la rendre exempte de toute souillure, l'on décréta qu'il était interdit d'y naître ou d'y mourir ; on alla même jusqu'à exhumer les cadavres enterrés sur l'île auparavant afin d'en garantir la pureté (consulter pour plus de détails l'article Apollon) ;
- Apollon lui-même dut, après avoir tué le monstre Python, se purifier de son meurtre. C'est pourtant par cet acte violent que le dieu a fondé l'une des villes les plus pieuses du monde grec.

Cette ambiguïté entre pureté et impureté peut entraîner une confusion entre les deux états, ce qu'une paronymie fortuite peut expliquer : souillure peut se dire ἄγος / ágos (bien que le terme le plus fréquent soit μίασμα míasma, passé en français sous la forme miasme), mot que les Anciens ont rapproché de ἅγιος hágios saint. L'impureté avérée peut, dans certains cas, devenir une forme de sacré. C'est le cas pour Apollon, qui préside à la pureté mais aussi à certaines formes de souillures, comme la peste. De même, le sang de porc, considéré impur quel que soit le contexte, est cependant utilisé dans les mystères (cultes ésotériques) d'Éleusis.